# Насируддин аль-Албани
Насирудди́н Абу́ Абдуррахма́н Муха́ммад ибн Нух аль-Алба́ни (аль-Альбани; араб. محمد ناصر الدين الألباني‎, алб. Muhamed Nasirudin Albani; 1914, Шкодер, Албания — 4 октября 1999, Амман, Иордания) — исламский богослов, хадисовед, автор множества книг по различным исламским дисциплинам. Один из авторитетных салафитских богословов XX века.
Шейх аль-Албани рассматривается как основная фигура салафитского движения XX века. Аль-Албани не поддерживал жестокость, предпочитая квиетизм и покорность установленному правительству.

## Биография
Аль-Албани родился в бедной семье в городе Шкодер на северо-западе Албании. Во время правления Ахмета Зогу его семья вынуждена была мигрировать в Дамаск (Сирия). В Дамаске аль-Албани завершил своё раннее образование. Зарабатывал себе на жизнь, работая плотником и торговцем часами.
Аль-Албани начал специализироваться на хадисоведении в 1930-х. Несмотря на самообразование, он переписал и прокомментировал несколько крупных произведений исламских ученых. После этого он записал ещё несколько лекций и книг, издавая их в журнале Аль-Манар.

## Богословская деятельность
С 1954 года аль-Албани начал давать еженедельные уроки. К 1960 году из-за его возросшей популярности правительство Сирии стало смотреть на его деятельность с подозрением.
В 1961 году после публикации ряда его работ, он был приглашён преподавать хадисоведение в Исламский университет Медины (Саудовская Аравия) тогдашним его вице-президентом Абдул-Азизом ибн Базом. Аль-Албани получил известность в Сирии как человек, ассоциировавший себя со средневековой школой исламской мысли «ахль аль-хадис» (люди хадиса). Находясь в Саудовской Аравии, он подвергал критике местных салафитов за то, что те хоть и декларировали выведения собственных норм (иджтихад) из Корана и сунны, но склонны были к подражанию (таклид) правовым нормам ханбалитского мазхаба. Другим из его упрёков к местным салафитам было то, что те, по его мнению, не проявляют должного внимания к хадисам. Сам аль-Албани придерживался собственных взглядов на принципы достоверности и толкования отдельных хадисов и, отсюда, выведенные им правовые нормы порой вступали в противоречие с устоявшимися в Саудовской Аравии нормами. Противоречия в основном касались ритуальной практики. В своей известной книге «Описание молитвы Пророка (да благословит его Аллах и приветствует!)», аль-Албани представил ряд специфических взглядов на совершение молитвы, противоречивших позиции других учёных. После выхода книги о никабе, в которой аль-Албани выразил мнение о необязательности ношения никаба женщинами, в Саудовской Аравии начались возмущения и университет расторг с ним контракт. В 1963 году он покинул Саудовскую Аравию и вернулся в библиотеку «аз-Захирия», передав магазин часов одному из своих братьев. Тем не менее аль-Албани на протяжении всей своей жизни поддерживал дружеские отношения с саудовскими улемами, в частности с Ибн Базом. В 1967 и 1979 годах арестовывался в Сирии.
Учение Аль-Албани оказало огромное влияние на религиозную сцену Саудовской Аравии. Оно сформировало идеологический базис для салафитских религиозных течений, придавших идейный импульс повстанцам Джухаймана аль-Утайби, главным образом «Джамаат ас-Салафийя аль-Мухтасиба».

## Взгляды
Аль-Албани был сторонником салафии, являясь одним из ведущих её деятелей. Он критически относился к четырём правовым школам (мазхабам) исламского права и отвергал традиционный взгляд, что мусульманин должен автоматически следовать за одним из них. Напротив, он проводил большую часть своей жизни пересматривая литературу по хадисоведению и считал что о многих ранее подтверждённых хадисах умалчивали. Это сподвигло его на выработку определённых норм и правил, которые были в разногласии с исламским большинством. Хотя салафия часто и ассоциировалась с ваххабизмом, аль-Албани разделял два этих понятия и в дальнейшем осуждал подобную точку зрения. У него были непростые отношения с обоими этими течениями.